# Polo Democrático (Venezuela)
El Polo Democrático (PD, también fue conocido como Polo) fue un partido político venezolano, de tendencia socialdemócrata, en la centroizquierda el espectro político venezolano, fundado el 12 de marzo de 2005 y desaparecido en 2007, siendo durante su efímera existencia un partido opositor al presidente Hugo Chávez.

## Historia
El Polo Democrático surge de la fusión del partido Vamos y el Grupo Socialdemocráta (GSD), así como algunos líderes políticos del partido Solidaridad y Acción Democrática, entre ellos Timoteo Zambrano, en marzo de 2005 cuando estos grupos tenían presencia en la Asamblea Nacional. Vamos y el GSD nacieron de la escisión de Podemos y Alianza Bravo Pueblo, respectivamente, mientras que Solidaridad nace de la separación de 4 diputados del gubernamental partido Movimiento V República en 2001. 
El Polo Democrático se abstuvo en presentar candidatos en las Elecciones parlamentarias de Venezuela de 2005, acusando al Consejo Nacional Electoral de fraudulento a favor del gobierno. A mediados de 2006 el Polo apoya al opositor Manuel Rosales a la presidencia de la República, obteniendo poco más de 10 000 votos un 0,08%. 

## Disolución
Entre sus líderes más importantes destacaban Rafael Simón Jiménez, Carlos Casanova y Timoteo Zambrano. A inicios de 2007 Jiménez anuncia que el Polo Democrático se fusionaría con el partido Un Nuevo Tiempo (UNT) de Rosales, aunque ya en el año anterior, Freddy Lepage y otros miembros habían abandonado al Polo, para unirse a UNT.